# Sono stato Dio in Bosnia - Vita di un mercenario
Sono stato Dio in Bosnia - Vita di un mercenario è un film documentario del 2010 diretto da Erion Kadilli.

## Trama
Il film è una lunga intervista a Roberto Delle Fave, che accenna della sua difficile infanzia e della sua partecipazione come mercenario in alcune guerre jugoslave, ovvero la guerra d'indipendenza croata, la guerra in Bosnia ed Erzegovina e la guerra del Kosovo.
Il film contiene anche alcuni spezzoni di un paio di dossier del giornalista della Rai Sandro Vannucci, ovvero Soldato d'avventura e Finché c'è guerra, andati in onda all'inizio degli anni novanta, nonché un'intervista a Delle Fave effettuata da Elisabetta Gardini, durante una puntata della trasmissione televisiva Piacere Raiuno.

## Riconoscimenti
Il film ha vinto l'edizione 2011 del Biografilm Festival.